# Oncidium onustum
Oncidium onustum es una especie de orquídea epifita originaria de Ecuador y Perú. 
Su nombre común significa "el lujoso Oncidium".

## Descripción
Es una orquídea de tamaño pequeño que prefiere clima cálido a fresco, es epífita y tiene pseudobulbos  cónicos-ovoides, longitudinalmente acanalados, espaciados y muy juntos en el rizoma, tienen una apariencia de color verde gris con manchas púrpura, y  una sola hoja apical, erecta, muy coriácea. La inflorescencia es un racimo basal bastante laxo, con pocas o muchas y largas flores sin fragancia que aparecen en el verano y el otoño.

## Distribución y hábitat
Esta especie se encuentra en Ecuador y Perú en las zonas que tienen un largo invierno seco y se encuentran en elevaciones de 25 a 1200 m s. n. m.

## Cultivo
Necesita de luz brillante con algo de sombra e incluso riego mientras se encuentra en el crecimiento y el florecimiento, después necesitan un descanso  con el agua o los fertilizantes hasta un nuevo crecimiento.

## Sinonimia
- Oncidium holochrysum Rchb.f. 1862;
- Zelenkoa onusta (Lindl.) M.W.Chase & N.H.Williams 2001[2]